# سیارک ۲۸۲۲
سیارک ۲۸۲۲ (به انگلیسی: 2822 Sacajawea، نامگذاری:1980EG) دو هزار و هشتصد و بیست و دومین سیارک کشف شده‌است که در ۱۴ مارس ۱۹۸۰ کشف شد.
قدر مطلق سیارک برابر ۱۲٫۴۰ است.